# مايكل ترونش
مايكل ترونش (بالفرنسية: Michaël Tronche)‏ هو لاعب كرة قدم فرنسي في مركز الوسط، ولد في 7 أغسطس 1978 في كليرمون فيران في فرنسا. لعب مع نادي أنغوليم ونادي بريست ونادي تريليساك ونادي تشاتيليراولت ونادي تور ونادي مولان ونادي نيور.